# Battaglia di Kilcullen
La battaglia di Kilcullen fu uno dei primi scontri avuti durante la Rivolta irlandese del 1798 tra le truppe britanniche e i ribelli della Society of United Irishmen il 24 maggio 1798. La battaglia in realtà comprende due schermaglie separate, una presso Old Kilcullen e l'altra presso Knockaulin Hill.

## Il primo scontro
A seguito del diffondersi della notizia in tutta la contea di Kildare dell'assalto ai britannici presso il villaggio di Ballymore Eustace, si accesero altri focolai di rivolta, tra i quali nel villaggio di Kilcullen, dove intorno alle 7:00 del mattino si radunarono alcuni rivoltosi, tra i quali vi erano anche alcuni sopravvissuti del fallito assalto alla guarnigione di Ballymore-Eustace, nel cortile di una vecchia chiesa posta su una collina a sud dei dintorni del villaggio. Il gruppo di rivoltosi fu fronteggiato dal generale Sir Ralph Dundas, comandante dell'esercito britannico nelle Midlands, il cui quartier generale (la dimora di Castle Martin) era situato a circa tre miglia dal luogo dello scontro. Dundas raccolse con alacrità circa 120 uomini tra dragoni ed effettivi di cavalleria e si diresse verso il luogo di riunione dei rivoltosi.
Appena giunti ai piedi della collina, Dundas diede ordine alla sua cavalleria di caricare i rivoltosi, i quali però, proteggendosi fra le rovine della vecchia costruzione e all'interno di una trincea scavata per l'occasione, riuscirono a proteggersi ai fianchi e a ricacciare la carica del nemico facendo uso delle loro lunghe picche.
Facendosi forti di questo successo, i ribelli caricarono a loro volta ma furono fermati dalla fanteria nemica, che riuscì così a proteggere la ritirata dei compagni di cavalleria presso il vicino ponte di Kilcullen Bridge dove si riunirono ad un centinaio di yeomen locali giunti di rinforzo.

## Il secondo scontro
Non appena si diffuse la notizia della disfatta dei britannici, si unirono ai rivoltosi nuove forze, arrivando a contare un migliaio di combattenti. Fu a questo punto che il loro capo decise che la mossa successiva sarebbe stata dare l'assalto alle guarnigioni lungo la strada verso Dublino, in modo da isolare lentamente la regione dalla capitale. I ribelli attraversarono così il fiume Liffey e si posizionarono lungo i due fianchi della strada per Dublino nella località detta Turnpike Hill.
Non sottovalutando più il nemico, il comandante britannico Dundas decise una strategia più complessa, e diede ordine a una parte della sua cavalleria di caricare i rivoltosi senza ingaggiare lo scontro, in modo da attirarli verso il fondo della collina ed essere così colpiti dal resto dell'esercito schierato in file regolari e pronti con i moschetti. Proprio come previsto da Dundas, i ribelli caddero nella trappola e si ritrovarono sotto i colpi di moschetto del nemico, disperdendosi così in ordine sparso verso il letto del fiume, dove vennero decimati e costretti alla fuga dalla carica della cavalleria nemica.
Tuttavia, ancora scosso dalla prima sconfitta subita, e dalle notizie di altri agguati alle guarnigioni britanniche nella regione, Dundas, in qualità di comandante delle truppe della Corona di tutte le Midlands irlandesi, decise di rinforzare la sua posizione e diede così l'ordine a tutti i suoi uomini di radunarsi nella cittadina di Naas, lasciando così gran parte del territorio sotto il suo comando nel controllo dei ribelli. Durante la loro ritirata i britannici lasciarono molti dei loro feriti in balia del nemico, che nella gran parte dei casi non fece prigionieri.
Il 26 maggio, nonostante il ritiro dei britannici, il gruppo dei rivoltosi sopravvissuti ai due scontri trattò i termini di resa con Dundas a Knockaulin Hill. Questa scelta fu dettata dal fatto che si prospettava l'arrivo del famigerato Generale Gerard Lake, noto per i suoi metodi brutali e spietati, il quale aveva già radunato tre battaglioni di fanteria e d'artiglieria non molto lontano dal luogo della rivolta.